# 비스트 인 블랙

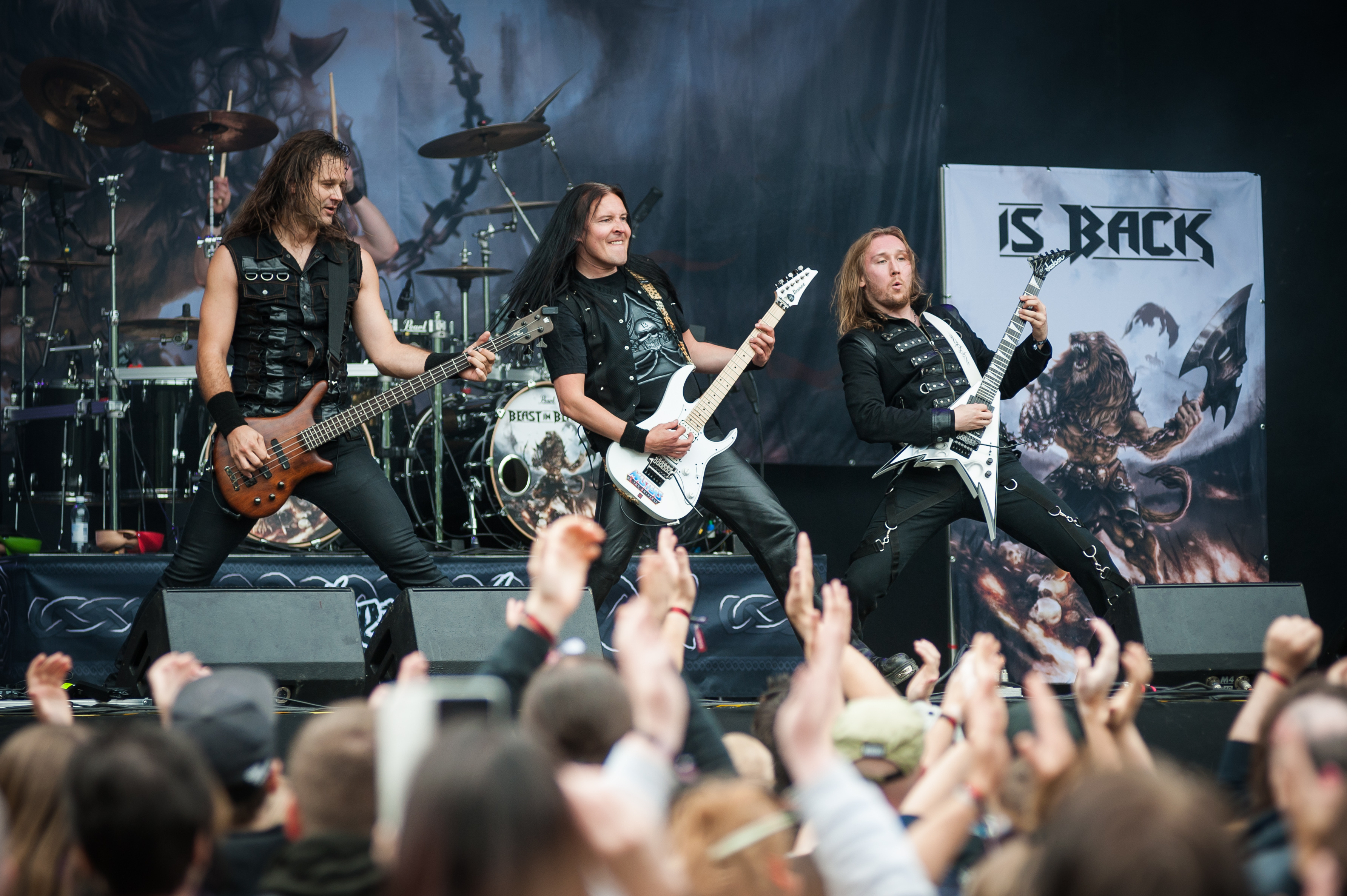
2018년 공연 모습

비스트 인 블랙(Beast in Black)은 리드 기타리스트이자 작곡가인 안톤 카바넨(Anton Kabanen)이 2015년 헬싱키에서 결성한 핀란드 파워 메탈 밴드이다. 이 밴드의 음악적 영향에는 주다스 프리스트, 매노워, W.A.S.P., 억셉트 (밴드) 및 블랙 사바스가 포함된다.

## 구성원

### 현재 구성원
- 안톤 카바넨(Anton Kabanen) – 기타, 백 보컬, 키보드(2015~현재)
- 야니스 파파도풀로스(Yannis Papadopoulos) – 리드 보컬 (2015~현재)
- 카스페리 하이키넨(Kasperi Heikkinen) – 기타 (2015~현재)
- 마테 몰나르(Máté Molnár) – 베이스, 백 보컬 (2015~현재)
- 아테 팔로캉가스(Atte Palokangas) – 드럼 (2018~현재)

비스트 인 블랙의 현재 라인업
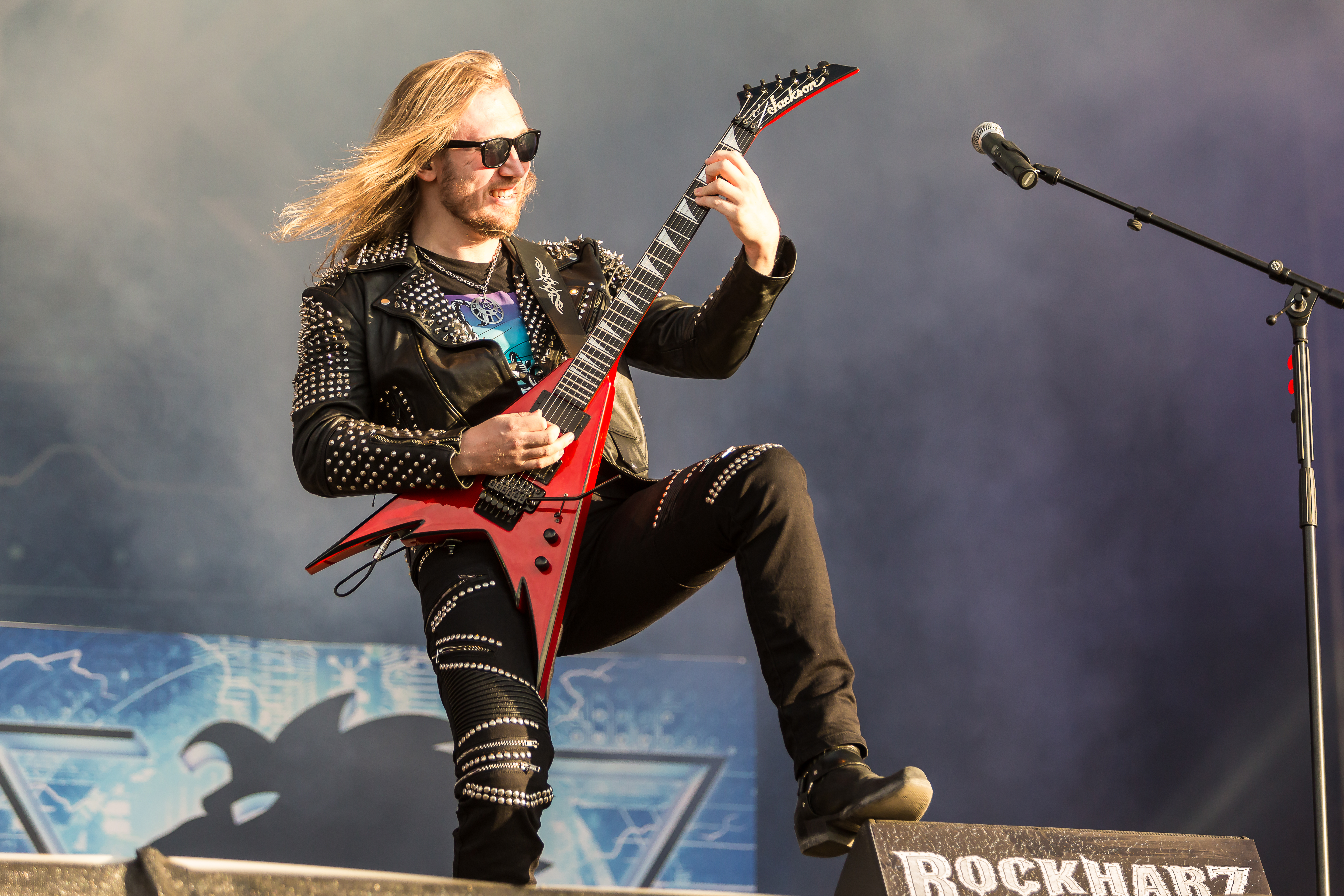
안톤 카바넨
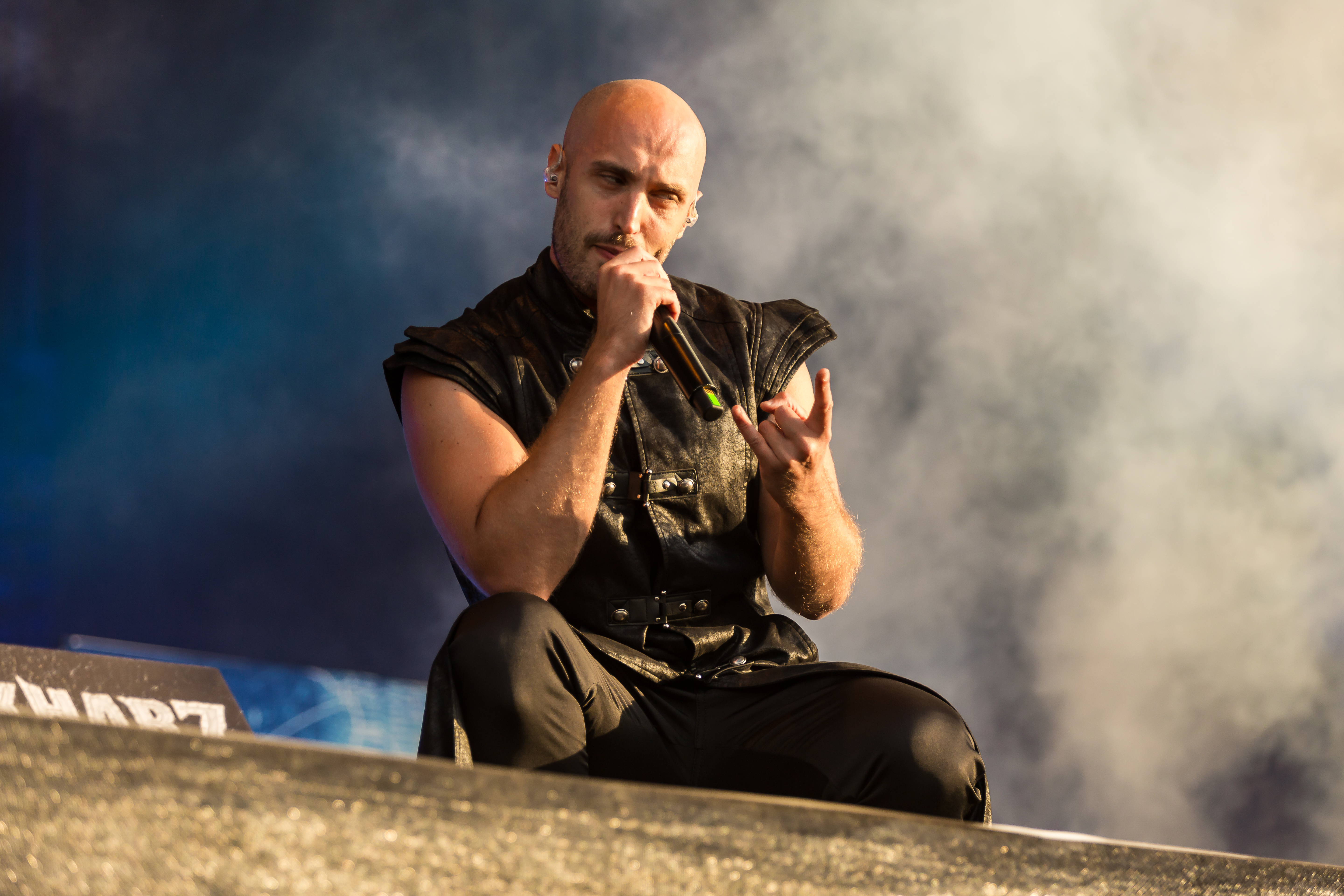
야니스 파파도풀로스
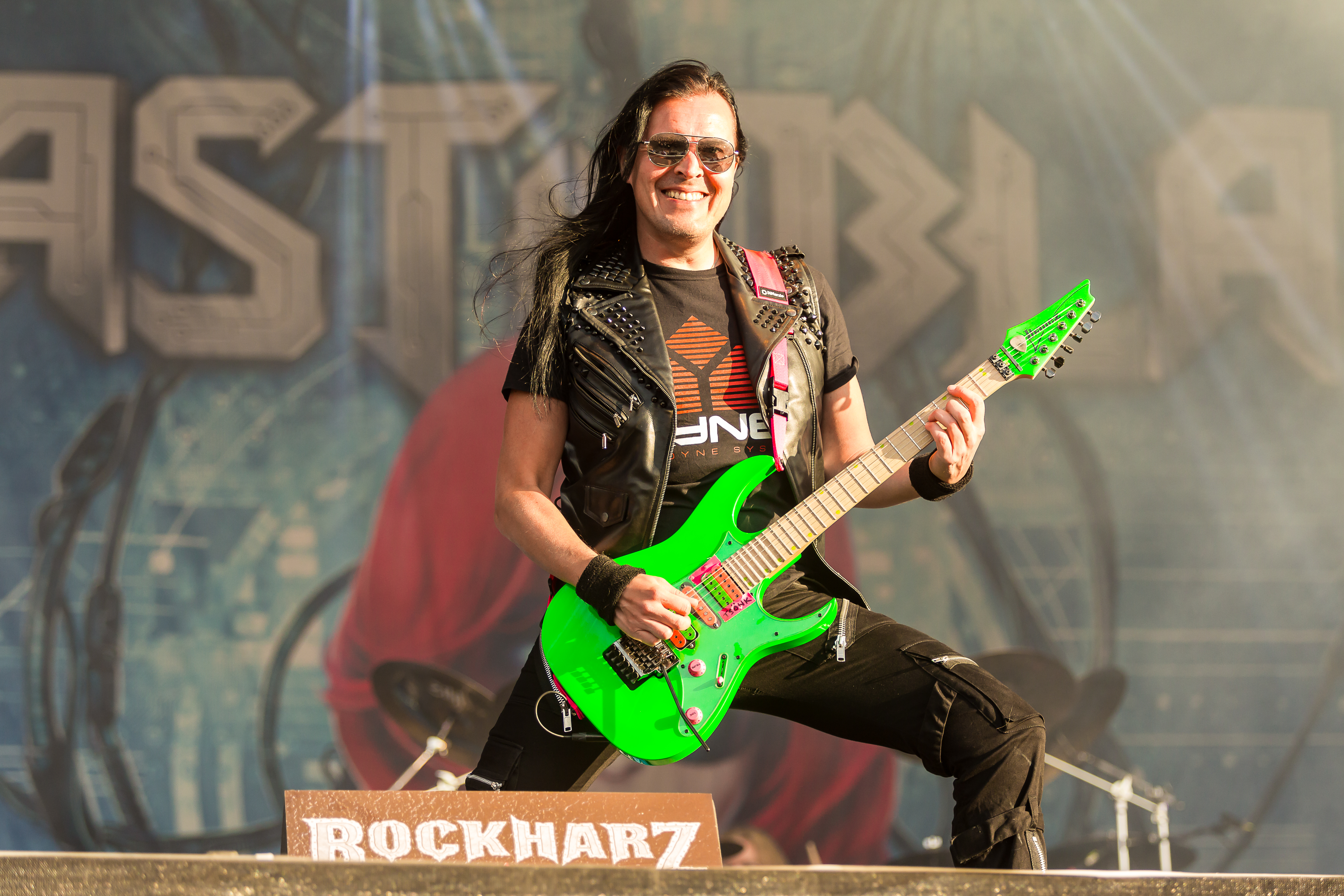
카스페리 하이키넨
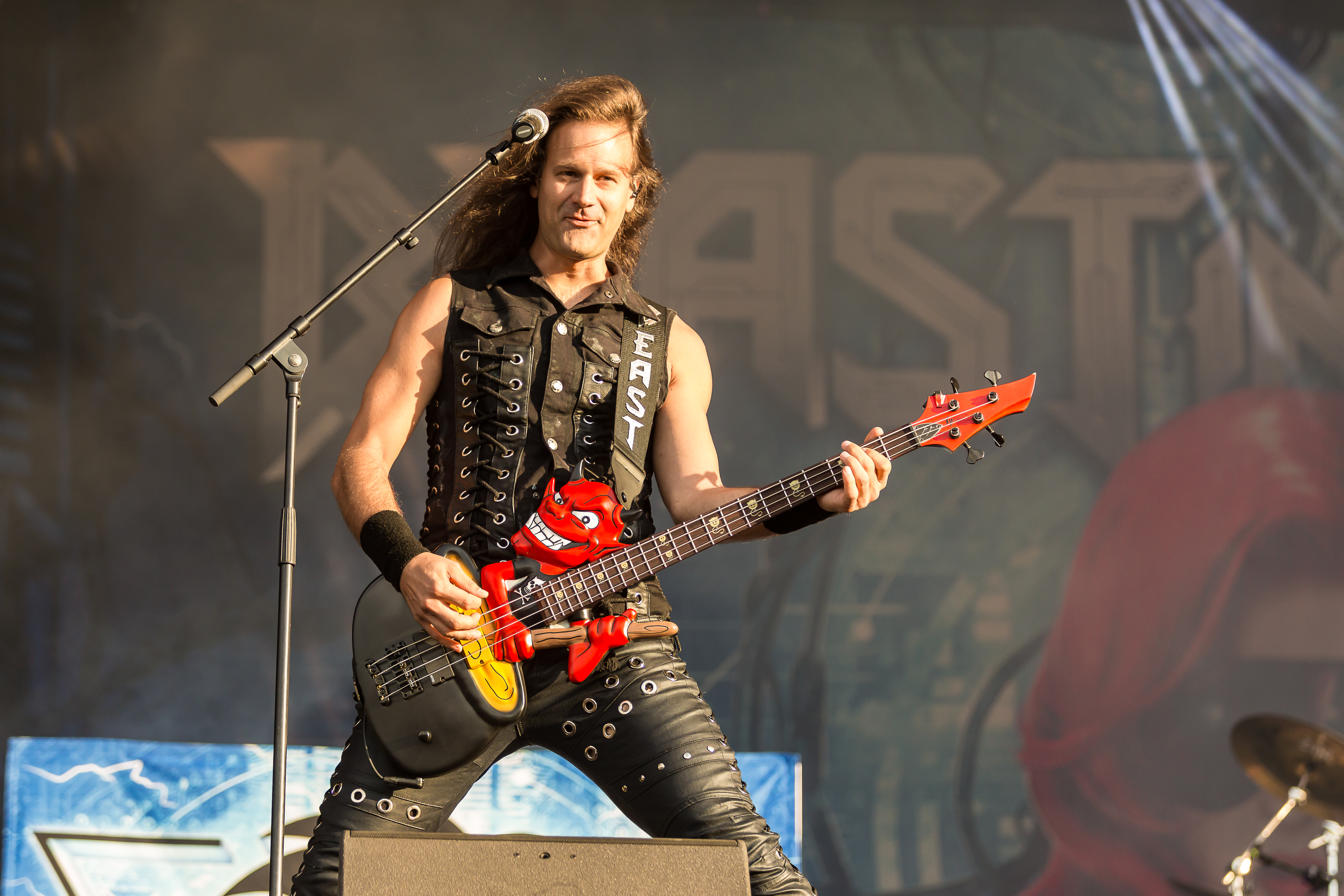
마테 몰나르
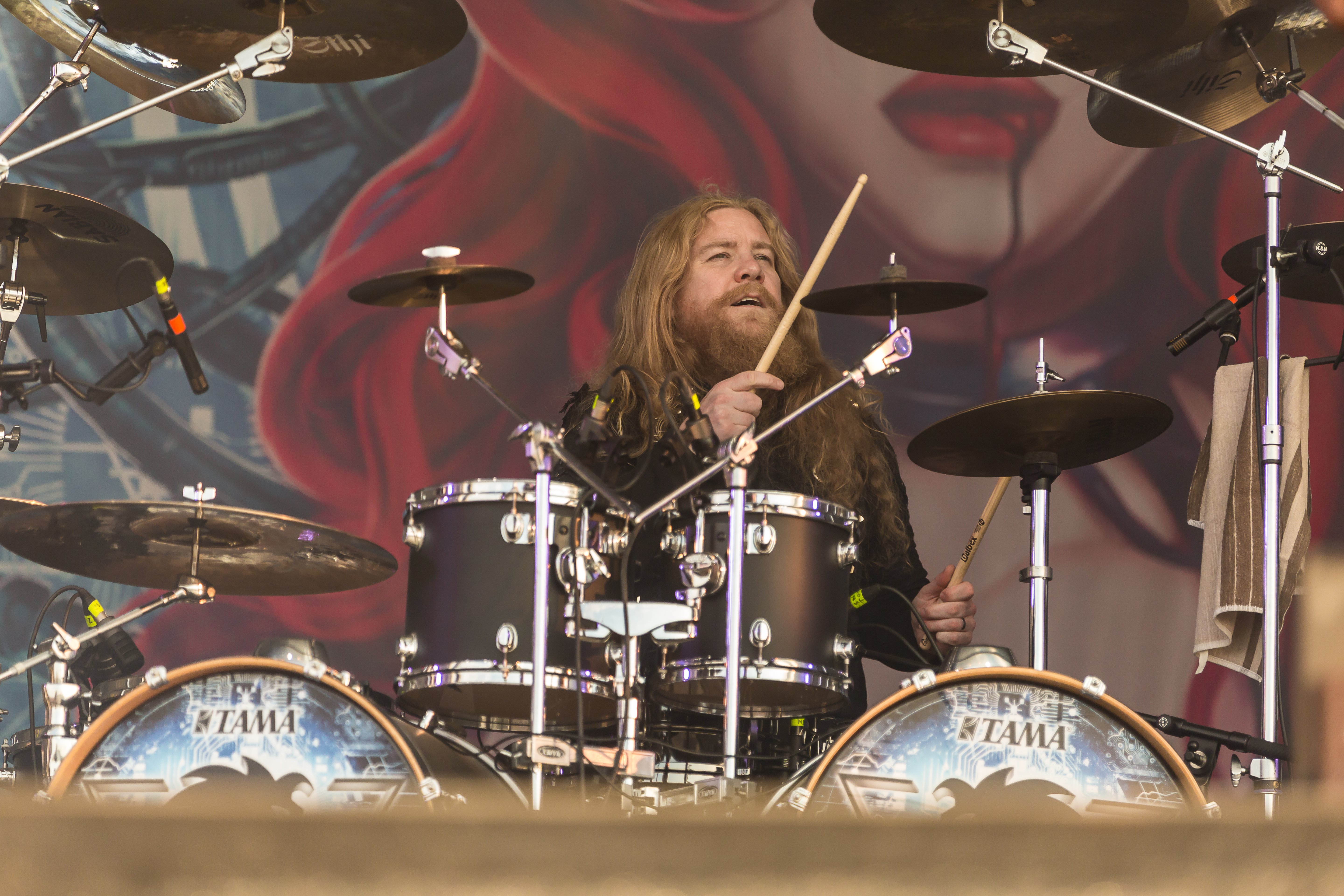
아테 팔로캉가스

### 이전 구성원
- 사미 헨니넨(Sami Hänninen) – 드럼 (2015-2018)

## 음반
- Berserker
- From Hell with Love
- Dark Connection

### 싱글
- "Blind and Frozen" (2017)
- "Beast in Black" (2017)
- "Born Again" (2017)
- "Zodd the Immortal" (2017)
- "Sweet True Lies" (2018)
- "Die by the Blade" (2019)
- "From Hell with Love" (2019)
- "Moonlight Rendezvous" (2021)
- "One Night in Tokyo" (2021)
- "Hardcore" (2021)
- "Power of the Beast" (2024)